# K-ANIME STATION
K-ANIME STATION（ケーアニメ ステーション）は、超!A&G+で放送されていた、アニラジ特別番組である。

## 番組概要
超!A&G+スペシャルの火曜、水曜リピート放送枠を差し替えて放送された特別番組。今世界のアニメマーケットが注目している韓国アニメーション作品を紹介しながら、韓国のアニメーション事情や最新情報を伝えていく。番組の更新は8月度と9月度の2回で、この中で韓国アニメ作品5作品を紹介する。また、番組では、番組で5作品紹介した時点で、「どの作品がよかったか」をリスナーにメールで人気投票してもらう企画を実施した。

### パーソナリティー
- 鷲崎健
- 広橋涼
- 磯崎太一（韓国コンテンツ振興院日本事務所 マーケティングマネージャー）

### 放送時間
第1回 2009年8月4日 - 9月1日
火曜日 23:00 - 24:00（リピート放送：水曜日 11:00 - 12:00）
第2回 2009年9月8日 - 9月29日
火曜日 23:00 - 24:00（リピート放送：水曜日 11:00 - 12:00）
※月1回更新のため、初回放送日以外の火曜23時もリピート放送となる
次番組放送開始までの超!A&G+スペシャル枠でのリピート放送
土曜日 20:00 - 21:00（リピート放送：土曜日 6:00 - 7:00、2009年8月8日 - 8月15日）
※前述通り、当番組は「超!A&G+スペシャル」リピート枠を差し替える形で放送を予定していたが、超!A&G+スペシャルでの前番組で告知していたイベント開催日が過ぎ、これ以上のリピート放送が不可能なうえ、次番組の制作・放送が間に合わなかったため、「超!A&G+スペシャル」枠でも当番組の第1回放送分のリピート放送を実施されていた。

## 番組で取り上げた韓国アニメ作品
第1回放送分
- LARVA（ラーヴァ）

下水道に暮らす3匹の昆虫の物語。欧米風絵柄で、ハイクォリティーなCGが特徴の短編作品。
- ANI Francesca（アニ フランチェスカ）

韓国で人気のシチュエーション・コメディ「アンニョンフランチェスカ」が原作。吸血鬼の主人公とその周りの人々が織りなすドタバタコメディ。
- 一枝梅（イルジメ）

人気ドラマ「一枝梅」を原作にした作品。17世紀朝鮮王朝を舞台に繰り広げられる、正義と愛の物語。
第2回放送分
- Ghost Messenger（ゴースト メッセンジャー）

携帯電話の中から「死の戦士」が飛び出して繰り広げられる、アクション作品。「うちの3姉妹」も制作するSTUDIO ANIMALが制作。
- Z Ranger（ゼット レンジャー）

未来都市を舞台にスーパーヒーローに変身する子供たちと、博士との戦いを描いた、ヒーロー作品。全編CGで描かれている。